# Plagiochila nepalensis
Plagiochila nepalensis là một loài rêu trong họ Plagiochilaceae. Loài này được Lindenb. mô tả khoa học đầu tiên.